# Sirjansland
Sirjansland (51°41′N 4°2′E / 51.683, 4.033) es una ciudad de los Países Bajos, en la provincia de Zelanda. Pertenece al municipio de Schouwen-Duiveland, y está situada a 19 km, al sur de Hellevoetsluis.
En 2001, la ciudad de Sirjansland tenía 247 habitantes. La área urbana de la ciudad es de 0.12 km², y tiene 105 residencias.
El área total, incluyendo las partes periféricas de la ciudad, así como la zona rural circundante, tiene una población estimada en 360 habitantes.